# NGC 6773
NGC 6773 في الفهرس العام الجديد، هي مجرة، تقع في كوكبة العقاب. اكتشفت في 13 أغسطس 1830 بواسطة جون هيرشل.

## روابط خارجية
- NGC 6773 على موقع ويكي سكاي: DSS2, SDSS, GALEX, IRAS, Hydrogen α, X-Ray, Astrophoto, Sky Map, Articles and images